# Baker Gurvitz Army
De Baker Gurvitz Army was een Britse rockband uit het midden van de jaren zeventig van de 20e eeuw.
De band ontstond toen de gebroeders Gurvitz uit de Three Man Army een samenwerking aangingen met drummer Ginger Baker, die net een onsuccesvolle periode met Ginger Baker's Air Force achter de rug had. Karakteristiek zijn Bakers drumwerk en de zangstem van Adrian Gurvitz. Na drie albums was het weer voorbij. De gebroeders Gurvitz gingen verder met The Moody Blues drummer Graeme Edge (The Graeme Edge Band).

## Leden
- Stephen W. Parsons (Mr. Snips) – zang (kwam vanuit Sharks)
- Adrian Gurvtz – zang, gitaar
- Paul Gurvitz – basgitaar, achtergrondzang
- Peter Lemer – toetsinstrumenten (kwam vanuit Seventh Wave)
- Ginger Baker – drumstel,m percussie

## Discografie
- 1974: Baker Gurvitz Army
- 1975: Elysian encounter
- 1976: Hearts on fire
- enkele min of meer legale livealbums
- 2022: Verzamelbox met de drie studioalbums